# 日本内分泌撹乱化学物質学会
日本内分泌撹乱化学物質学会（にほんないぶんぴつかくらんかがくぶっしつがっかい）は環境ホルモン学会（かんきょうホルモンがっかい）とも言い、外因性内分泌撹乱物質（環境ホルモン）とその影響についての学問・技術の進歩発展及び環境の改善に寄与することを目的としている。事務局は東京恵比寿に所在。

## 沿革
- 1998年（平成10年）6月9日：設立